# Marcello Crescenzi (Kardinal, 1500)

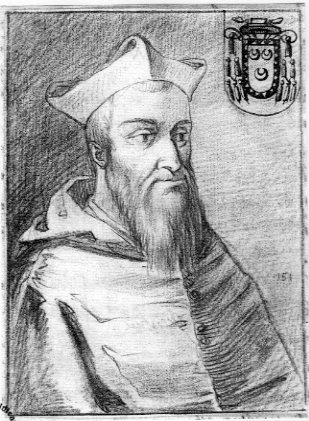
Kardinal Marcello Crescenzi (d. Ä.) (Zeichnung)

Marcello Crescenzi auch, Marcello Crescenzio (* 1500 in Rom; † 28. Mai 1552 in Verona) war ein Kardinal der Römischen Kirche.

## Leben
Er entstammte einer alten Adelsfamilie und war der Sohn von Mario (oder Mariano) Crescenzi und dessen Ehefrau Pantasilea Capodiferro. Spätere Kardinäle aus dem gleichen Geschlecht waren Pier Paolo Crescenzi und Alessandro Crescenzi. Marcello Crescenzi studierte beide Rechte (kanonisches und bürgerliches Recht) und wurde als stadtrömischer Kleriker Kanoniker der Basilika Santa Maria Maggiore. 1525 begegnet er als Auditor der Römischen Rota.
Am 19. Januar 1534 wurde er zum Bischof von Marsi ernannt, auf dieses Amt verzichtete er vor dem 17. Mai 1546. Ab dem 5. Mai 1546 war er Administrator der Erzdiözese Conza, dieses Amt hatte er bis zu seinem Tod inne.
Papst Paul III. kreierte ihn im Konsistorium vom 2. Juni 1542 zum Kardinalpriester, den Galero und die Titelkirche San Marcello erhielt Marcello Crescenzi am 6. November 1542. Zwei Jahre später, am 2. November 1544, entsandte der Papst ihn zum Konzil von Trient. Kardinal Crescenzi war Teilnehmer am Konklave 1549–1550, aus dem Julius III. als Papst hervorging. Am 5. März 1550 ernannte der neugewählte Papst ihn zum Legaten in Bologna. Vom 19. Januar 1551 bis zum 8. Januar 1552 war er Kämmerer des Heiligen Kardinalskollegiums. Zusammen mit zehn anderen Kardinälen wurde er am 18. Februar 1551 in die Kommission berufen, die aufgrund der Konzilsbeschlüsse die Reform der Kirche durchführen sollte. Ab dem 4. März 1551 war er legatus a latere beim Konzil von Trient und eröffnete am 1. Mai des Jahres als dessen Präsident die Zweite Trienter Tagungsperiode (1551–1552).
Wohl schon in Trient kränklich, starb Kardinal Crescenzi auf der Heimreise von Konzil im Benediktinerkloster der Olivetaner in Verona. Sein Leichnam wurde nach Rom überführt und dort in der Basilika Santa Maria Maggiore beigesetzt.